# Marchegghof

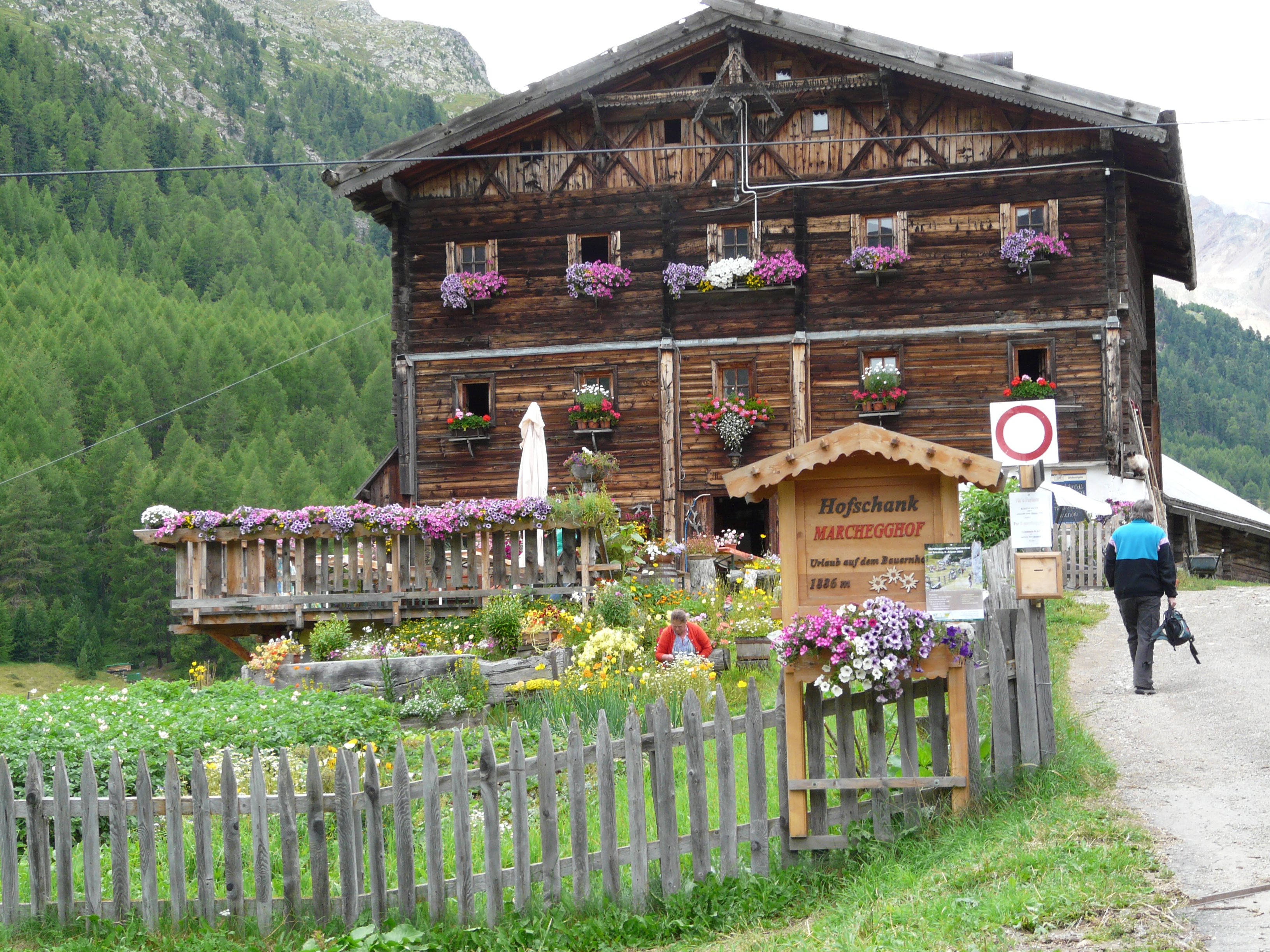
Der Marchegghof 2010

Der Marchegghof ist ein Bauernhof in Schnals im Vinschgau in Südtirol (Italien).
Das Gebäudeensemble steht unter Denkmalschutz.

## Lage
Der Hof liegt in der Fraktion Unser Frau in Schnals im Schnalstal. Er liegt auf 1810 m s.l.m. Höhe etwa zwei Kilometer vom Dorf Kurzras entfernt. Von der westlich liegenden Schnalser Landesstraße (Strada Provinciale Val Senales) führt eine Stichstraße zum Hof. Oberhalb des Hofs befindet sich der „Klettergarten Marchegg“ an einer Schieferwand.

## Der Hof

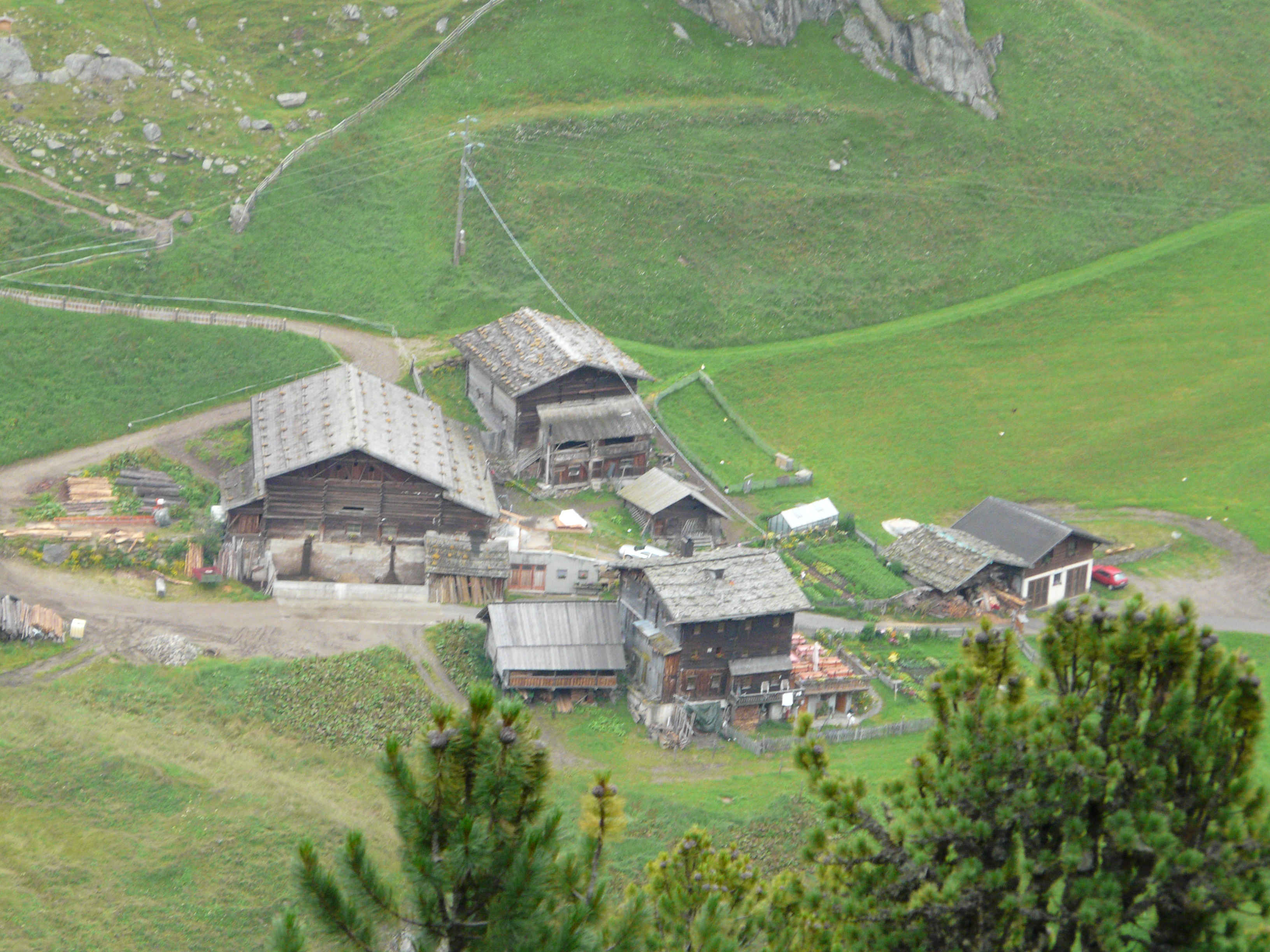
Der Marchegghof mit Nebengebäuden

Die denkmalgeschützten Gebäude sind ein Wohnhaus, ein Wirtschaftsgebäude und ein Pfostenspeicher aus Holz. Im Wohnhaus ist die Stube mit Feldergetäfel aus dem 19. Jahrhundert ausgestattet. Eine Schlafkammer ist mit einem Schriftband unter der Decke verziert. Der Pfostenspeicher ist ein Bau mit neun runden Pfosten aus dem späten 16. Jahrhundert. Er ist mit einer Ringhochlaube versehen. Das Gebäudeensemble wurde 1981 unter Schutz gestellt.
Der Hof ist seit etwa 200 Jahren im Familienbesitz und gehört damit zu den Südtiroler Erbhöfen. Die Familie betreibt mit „Urlaub auf dem Bauernhof“ Agrotourismus und hält Tiroler Bergschafe, Schweine, Ziegen, Kühe und Geflügel. Der ehemalige Kornspeicher zeigt eine kleine Sammlung bäuerlicher Arbeitsgeräte. Die Besitzerfamilie betreibt auch eine Hofschänke.
Im Winter 2012/2013 wurde auf dem Hof der Roman Das finstere Tal verfilmt, 2015 und 2022 folgten einige Szenen des Bozen-Krimis, Folge 2 und Folge 18 (Die Todsünde).